# Gustav von Rosenstiel

Gustav von Rosenstiel

Theodor Ludwig Gustav von Rosenstiel (* 24. Mai 1824 in Posen; † 17. September 1888 in Gorgast) war Deichhauptmann des Oderbruchs.

## Familie
Gustav von Rosenstiel war Sohn des Inhabers der Deckerschen Hofbuchdruckerei in Posen Wilhelm von Rosenstiel und der Agnes Wahnschaffe. Sein Großvater war der preußische Staatsrat Friedrich Philipp Rosenstiel. Der Mann seiner Tante Henriette Rosenstiel war der Bildhauer und Grafiker Johann Gottfried Schadow. Im Jahr 1850 heiratete er seine Cousine Clara Wahnschaffe, mit der er elf Kinder hatte, von denen ihn acht überlebten. Die Landräte Arnold von Rosenstiel und Conrad von Rosenstiel waren seine Söhne. Seine Tochter Regine (1866–1943), verheiratet mit Bogislaw von Klitzing (1861–1942), war die Großmutter des Nobelpreisträgers für Physik Klaus von Klitzing. Sein Vetter war der Architekt Martin Gropius.

## Leben
Er war Amtsrat und seit 1863 Königlicher Domänenpächter der Domäne Gorgast. Im Jahr 1864 wurde ihm die Polizeiverwaltung des Domänenamtes Gorgast übertragen und er als Polizeiverwalter vereidigt. Als Mitglied des Deichamts des Oberoderbruches wurde er am 27. Juli 1876 einstimmig zum Deichhauptmann gewählt und am 2. August bestätigt. Er war außerdem königlicher Amtsrichter und Kreisdeputierter.